# Лемке, Гюрита
Эллен Гюрита Лемке (дат. Ellen Gyrithe Lemche, урождённая Фриск (дат. Frisch); 1866—1945) — датская писательница, активистка движения за права женщин и историк. Она играла важную роль в деятельности Датского женского общества (дат. Dansk Kvindesamfund), особенно около 1915 года, когда в Конституцию Дании были внесены поправки, касающиеся женского избирательного права. Она была соучредителем Местного исторического общества Люнгбю-Торбек (дат. Historisk-topografisk Selskab for Lyngby-Taarbæk) в 1927 году.

## Ранняя биография и семья
Эллен Гюрита Фриcк родилась в Копенгагене 17 апреля 1866 года в семье директора школы Хартвига Фриска (1833—1890) и Элисабет Александры Мурье (1835—1892). 19 июля 1893 года она вышла замуж за врача Юхана Генриха Лемке (1863—1962).
Эллен Гюрита провела свои первые годы жизни в доме на улице Сторе Конгенсгаде, прежде чем переехала с семьей в Конгенс Люнгбю, где жили её бабушка и дедушка со стороны матери. Вместе со своими тремя братьями и сёстрами она сначала получила домашнее образование, а затем училась в школе Н. Захле. Поступив в Копенгагенский университет, Эллен Гюрита начала изучать немецкий язык, но вскоре бросила его, испытывая дискомфорт от того, что она находилась почти среди одних мужчин. Вместо этого она стала учительницей в школе своего отца, пока не вышла замуж в 1893 году. Несмотря на то, что Лемке родила троих детей, один из которых умер в возрасте двух лет, она посвятила себя писательству, оставив своих детей на попечение мужа и домашней прислуги.

## Карьера писательницы
Её первая книга, полу-биографический роман Soedtmanns Jomfruer, рассказывает историю жителей Люнгбю, включая её родственников, от средневековых времен до наших дней. Её интерес к местной истории позднее привёл к тому, что она стала соучредителем Местного исторического общества Люнгбю-Торбек (дат. Historisk-topografisk Selskab for Lyngby-Taarbæk) в 1927 году. В 1899 году она опубликовала книгу Folkets Synder, которая обозначила недостаточное внимание, уделяемое женской сексуальности. Однако самым важным её произведением стал семейный роман Edwardsgave, который был издан в пяти томах с 1900 по 1912 год, действие которого происходит главным образом в XVIII веке. Она также опубликовала произведение De Fyrstenberg Bønder (1905), где изобразила жизнь фермеров в Гентофте в XVIII и XIX веках.

## Движение за права женщин
В 1906 году её старшая сестра Вибеке Саликат, которая была членом правления Датского женского общества, пригласила её на его национальный съезд. В 1910 году Лемке сама была назначен в его правление и под руководством Астрид Стампе Феддерсен (с 1913 по 1918 год) стал самым активным его идеологом и эффективным лидером организации. Она запомнилась, в частности, своей речью в 1912 году, призывавшей к реформированию конституции, позволившему бы женщинам голосовать на выборах. Подобная поправка была принята в 1915 году. Лемке также взяла на себя задачу редактирования издаваемого этим обществом журнала «Женщина и общество» (дат. Kvinden og Samfundet), которую она исполняла с 1913 по 1919 год. Она активно работала в этой организации в течение долгого времени, став её почётным членом в 1944 году.
Опыт и переживания Лемке в качестве активистки женского движения описаны в её трёхтомном полуавтобиографическом романе Tempeltjenere (1926—1928). Она активно участвовала в других женских организациях, таких как «Kvindernes Bygning», которую она возглавляла с 1916 по 1929 год. Лемке также входила в правление Датского авторского общества (дат. Dansk Forfatterforening).

## Смерть
Гюрита Лемке умерла 3 февраля 1945 года в Люнгбю и была похоронена на местном кладбище Ассистенс.
Похоронена на кладбище Ассистенс в Копенгагене.

## Награды
Среди многочисленных наград, которые Лемке получила за свою работу, — премия Tagea Brandt Rejselegat (1927) и медаль Ingenio et Arti (1934).